# ألان جنكينز
ألان جنكينز (بالإنجليزية: Allan Jenkins)‏ (7 أكتوبر 1981 في المملكة المتحدة - ) هو لاعب كرة قدم بريطاني في مركز الوسط. لعب مع نادي سترنرير ‏ وGretna F.C. ‏ ونادي بيليمينا يونايتد ونادي غرينوك مورتون.

## وصلات خارجية
- ألان جنكينز على موقع قاعدة بيانات كرة القدم.إي يو (الإنجليزية)
- ألان جنكينز على موقع Soccerbase.com (لاعب) (الإنجليزية)